# Lac du Mirgenbach
Le Lac du Mirgenbach est un lac artificiel de barrage assurant, en complément de la Moselle, le refroidissement de la centrale nucléaire de Cattenom.
Comme dans la plupart des réservoirs artificiels, des poissons natifs et de milieu lentique doivent y cohabiter avec des espèces introduites par les pêcheurs ou d'autres sources. 

## Histoire
Le réservoir  du Mirgenbach, dont le nom fait référence au ruisseau éponyme, a été créé en 1985 pour alimenter en eau de refroidissement le Centre Nucléaire de Production d’Électricité de Cattenom ; c'est l'une des 368 retenues d'eau créées et gérées par EDF (7 milliards de m3 au total pour la France métropolitaine), soit 1/4 des plans
d’eau français contemporains. 250 de ces réservoirs couvrent plus de 10 ha, 110 couvrent de plus de 100 ha et 8 plus de 1000 ha (Poirel et al. 2001)

## Fonctions
Ce réservoir a deux fonctions techniques :
1. C'est d'abord un stock de sécurité pour l’alimentation des circuits de sauvegarde de la centrale, en cas de défaillance du circuit de base;
2. c'est aussi un bassin-tampon thermique.

## Écologie
Ce site caractérisé par de faibles contraintes abiotiques et donc par un réseau trophique inhabituellement structuré a été utilisé pour étudier les variations d'abondance des poissons et leurs stratégies d'occupation spatiale et temporelle pour les différents compartiments du lac artificiel, selon la saison et en fonction des faibles variations de conditions environnementales (par rapport à celles qui caractériserait un milieu naturel de taille ou volume équivalent ; ce "lac" est soumis à un échauffement inhabituel de l'eau, sans être soumis à un marnage ni aux fluctuations naturelles ni à des effets de stratifications) ; ceci a permis d'étudier la manière dont le phytoplancton, le zooplancton et les poissons ou d'autres organismes se répartissent spatio-temporellement dans la masse d'eau dans ces conditions. En particulier, on a pu étudier la « réponse à l’échauffement de plusieurs espèces de poisson » à divers stades de développement dans les zones rivulaires et pélagiques 
La gestion hydraulique du "lac" influe sur la température, la stratification et la qualité de la masse d’eau; mais faute de stratification thermique naturelle, cette masse d'eau ne produit pas de thermocline  (pas d'épilimnion ni de thermocline saisonnière ou métalimnion ni de couche profonde froide et stable (hypolimnion). 
Concernant l'ichtyofaune, le Mirgenbach présente une faible richesse spécifique (par rapport à un lac naturel) ; alors que Fischer & Eckmann, 1997 ont trouvé 33 espèces de poissons dans le lac Constance, on en trouve généralement moitié moins dans les plans d'eau artificiels (Mergen, 2002 répertorie 15 et 16 espèces respectivement à Esch-sur-Sûre et Nisramont). Il y a donc probablement des niches écologiques vacantes dans ces milieux, par exemple occupée par la perche soleil introduite dans le Mirgenbach. Les espèces non-autochtones et ubiquistes s'acclimatent souvent mieux aux réservoirs que les espèces natives,,.